# 馬克斯頓 (北卡羅萊納州)
馬克斯頓（英語：Maxton）是一個位於美國北卡羅萊納州羅伯遜縣及蘇格蘭縣的城鎮。

## 人口
根據2020年美國人口普查的數據，馬克斯頓的面積為6.99平方千米，皆為陸地。當地共有人口2110人，而人口密度為每平方千米302人。